# La Bible (film, 1977)
Pour les articles homonymes, voir Bible (homonymie).
Pour plus de détails, voir Fiche technique et Distribution.
La Bible est un documentaire français réalisé par Marcel Carné, sorti en 1977.

## Synopsis
La basilique de Monreale, près de Palerme en Sicile, et ses milliers de mosaïques qui racontent des scènes de la Bible.

## Fiche technique
- Titre : La Bible
- Réalisation : Marcel Carné
- Scénario et commentaire : Marcel Carné et Didier Decoin, d'après La Sainte Bible de Don Raffaello Lavagna
- Photographie : Jean Collomb et François About
- Musique : Jean-Marie Benjamin
- Montage : Maurice Laumain, Henri Rust
- Production : Antenne 2, ARC Films (André Tranché)
- Tournage : Sicile et Israël
- Durée : 90 min
- Origine :  France
- Genre : documentaire
- Date de sortie : 
  - Festival de Cannes 1977 (hors compétition)
  - Télévision (Antenne 2), sous le titre La Bible de Monreale : 1979

## Distribution
- Jean Piat

## Récompenses et distinctions
- 1977 : Prix de l'Office catholique du Vatican
- 1977 : Prix du jury œcuménique au Festival de Cannes